# Constant Lambert
Leonard Constant Lambert (ur. 23 sierpnia 1905 w Londynie, zm. 21 sierpnia 1951 tamże) – brytyjski kompozytor, dyrygent i pisarz muzyczny.

## Życiorys
Syn George’a Washingtona Lamberta. W latach 1915–1922 studiował w Royal College of Music w Londynie u R.O. Morrisa i Ralpha Vaughana Williamsa. Wcześnie odniósł sukces jako kompozytor, przez większą część swojego życia był twórcą i dyrygentem baletowym. Współpracował z Siergiejem Diagilewem, który zamówił u niego balet Romeo and Juliet (1926). W latach 1931–1947 był dyrektorem muzycznym Vic-Wells Ballet, późniejszego Sadler’s Wells Ballet. Współpracował z BBC. W latach 1937, 1939 i 1946–1947 występował w Covent Garden Theatre. W sezonie 1945–1946 prowadził koncerty The Proms. Pisał artykuły muzyczne do Nation and Athenaeum i Sunday Referee. Był autorem pracy Music Ho! A Study of Music in Decline (Londyn 1934).
Jego syn Christopher „Kit” Lambert był popularyzatorem muzyki rockowej.

## Twórczość
We wczesnych baletach nawiązywał do francuskiego neoklasycyzmu. Wykorzystywał także elementy jazzu. Interesował się nowymi trendami w muzyce, ulegał wpływom Strawinskiego.

## Ważniejsze kompozycje
(na podstawie materiałów źródłowych)

### Utwory orkiestrowe
- uwertura The Bird Actors (1925, nowa wersja 1927)
- Champêtre na orkiestrę kameralną (1926)
- Elegiac Blues (1927)
- Music for Orchestra (1927)
- Koncert na fortepian i 9 instrumentów (1931)
- Aubade hëroïque (1942)

### Utwory fortepianowe
- Sonata (1929)
- Elegia (1938)
- Trios pièces nègres pour les touches blanches na 4 ręce (1949)

### Pieśni
- 8 pieśni na głos i fortepian lub 8 instrumentów, słowa Li Bai (1929)

### Utwory wokalno-instrumentalne
- The Rio Grande na fortepian, chór i orkiestrę, słowa Sacheverell Sitwell (1927)
- Summer’s Lat Will and Testament na baryton, chór i orkiestrę, słowa Thomas Nashe (1935)
- Dirge from Cymbeline na tenora, baryton, chór męski, orkiestrę smyczkową lub fortepian, słowa William Shakespeare (1940)

### Balety
- Romeo and Juliet (1925, wyst. Monte Carlo 1926)
- Pomona (1926, wyst. Buenos Aires 1927)
- Horoscope (1937, wyst. Londyn 1938)
- Tiresias (1951, wyst. Lodnyn 1951)